# Kaïken (roman)
Pour les articles homonymes, voir Kaïken.
Kaïken est le dixième roman de Jean-Christophe Grangé paru le 29 août 2012.

## Résumé
Olivier Passan, policier fasciné par la culture japonaise traditionnelle, part à la recherche d'un tueur surnommé « l'Accoucheur », qui a la particularité d'éventrer les femmes à la fin de leur grossesse dans le but de détruire le fœtus.

## Éditions
Édition imprimée originale
- Jean-Christophe Grangé, Kaïken : roman, Paris, éd. Albin Michel, 29 août 2012, 472 p., 23 cm (ISBN 978-2-226-24303-4, BNF 42739291)

Livre audio
- Jean-Christophe Grangé, Kaïken, Paris, éd. Audiolib, 7 novembre 2012 (ISBN 978-2-35641-514-1, BNF 42781917)Texte intégral ; narrateur : Benoît Marchand ; support : 2 disques compacts audio MP3 ; durée : 14 h 6 min environ ; référence éditeur : Audiolib 25 0581 6.

Édition au format de poche
- Jean-Christophe Grangé, Kaïken, Paris, Librairie générale française, coll. « Le Livre de poche » (no 33277), 3 mars 2014, 545 p., 18 cm (ISBN 978-2-253-17916-0, BNF 43767755)

## Autour du roman
La fin du chapitre 9 comporte deux erreurs factuelles, lorsque le juge d'instruction Ivo Calvini indique au policier Olivier Passant avoir « signé la relaxe » du suspect Patrick Guillard, alors qu'il n'est en réalité question que d'une levée anticipée de garde à vue, laquelle n'est pas du ressort d'un magistrat instructeur, mais du Parquet, représenté par le procureur de la République.